# Livin' on the Edge
Livin' on the Edge è una canzone del gruppo hard rock statunitense Aerosmith. È stata scritta da Steven Tyler, Joe Perry e Mark Hudson. È stata pubblicata nel 1993 come primo singolo dall'album di maggior successo commerciale del gruppo, Get a Grip. Il singolo ha raggiunto la posizione numero 18 della Billboard Hot 100 negli Stati Uniti e la numero 1 della Mainstream Rock Songs negli Stati Uniti, mantenendola per ben nove settimane, e diventando il singolo degli Aerosmith di maggior successo in tale classifica. Nel Regno Unito, ha raggiunto la posizione numero 19 della Official Singles Chart.
La canzone è stata premiata con il Grammy Award alla miglior performance rock di un duo o un gruppo.

## Storia
La canzone è uno dei tentativi più riusciti degli Aerosmith nell'affrontare i problemi sociali. Il testo riflette il triste stato del mondo ("There's somethin' wrong with the world today"; "C'è qualcosa che non va con il mondo di oggi"), la religione ("We're seein' things in a different way and God knows it ain't his"; "Vediamo le cose in maniera diversa e Dio sa che non sono le sue"), il razzismo ("If you can judge a wise man by the color of his skin"; "Se tu puoi giudicare un saggio dal colore della sua pelle"), insieme ad altri temi. Tuttavia, il testo della canzone suggerisce anche che il mondo è ancora degno di essere vissuto ("We could tell 'em no, or we could let it go, but I would rather be a-hangin' on"; "Possiamo dire loro di no o possiamo lasciar perdere, ma preferirei tenere duro").
Secondo l'autobiografia della band, la canzone è stata ispirata dalla rivolta di Los Angeles del 1992.

## Video musicale
Il videoclip di Livin' on the Edge si distingue per una serie di scene forti, tra cui atti di vandalismo, furto (in particolare d'auto), sesso non protetto, violenza tra giovani in età scolare, insegnanti crossdressing, uno Steven Tyler nudo con il corpo aperto a metà da una lunga cerniera (per dare l'effetto l'altra metà era dipinta di nero) e il chitarrista Joe Perry che suona un assolo di chitarra sui binari di fronte ad un treno in arrivo.
Diretto da Marty Callner, il video è stato apprezzato per le sue scene teatrali innovative e i suoi effetti speciali. Il video vede la partecipazione del giovane attore Edward Furlong, ai tempi famoso per aver interpretato il personaggio di John Connor nel film Terminator 2 - Il giorno del giudizio.
Il video della è stato scelto dal pubblico per il "Viewer's Choice" agli MTV Video Music Awards del 1993.

## In concerto
Livin 'on the Edge è sempre rimasto un punto fermo nei concerti degli Aerosmith fin dalla sua uscita.
Livin 'on the Edge è stata notoriamente eseguita agli MTV Video Music Awards del 1993, ai Grammy Awards del 1994, e durante Woodstock '94.
Inoltre, la band ha eseguito la canzone come parte di una serie di concerti di beneficenza dopo gli attentati dell'11 settembre.

## Tracklist
1. "Livin' on the Edge [LP Version]" - Steven Tyler/Joe Perry/Mark Hudson – 6:07
2. "Don't Stop [Previously Unreleased]" - Steven Tyler/Joe Perry/Jim Vallance – 4:05
3. "Flesh [LP Version]" - Steven Tyler/Joe Perry/Desmond Child – 5:57

## Edizione limitata
1. "Livin' on the Edge [LP Version]" - Steven Tyler/Joe Perry/Mark Hudson – 6:07
2. "Livin' on the Edge [Acoustic Version]" - Steven Tyler/Joe Perry/Mark Hudson – 5:41
3. "Can't Stop Messin' [LP Version]" - Steven Tyler/Joe Perry/Jack Blades/Tommy Shaw – 3:21

## Formazione
- Steven Tyler - voce
- Joe Perry - chitarra solista, cori
- Brad Whitford - chitarra ritmica, acustica
- Tom Hamilton - basso, cori
- Joey Kramer - batteria

Altri musicisti
- John Webster – tastiere